# Universidad Católica Fútbol Club
Universidad Católica Fútbol Club fue un club de fútbol profesional venezolano. 

## Historia
El Universidad Católica FC participó solamente en la Primera División Venezolana de 1961. Tuvo como sede la ciudad de Caracas.
Formó parte de los equipos que participaron en la Primera División Venezolana 1961, quinto campeonato profesional del país, alcanzando el quinto lugar después del Deportivo Portugués en este torneo ganado por el Deportivo Italia.
Debido a que los "Azules" (sobrenombre del Deportivo Italia, ya que usaba camiseta azul como la selección nacional de Italia) ganaron el torneo el 1 de julio de 1961 cuando vencieron 2-0 al Deportivo Portugués, la Liga Mayor y los equipos en disputa decidieron no jugar el partido entre Banco Agrícola y Pecuario-Universidad Católica Andrés Bello, último de la ronda regular.
Sucesivamente fue disuelto por problemas de presupuesto y ausencia de seguidores.

## Partidos
Partidos jugados por el Universidad Católica FC en el Campeonato 1961:

### Primera ronda
11.03) Banco Francés-Italiano   5-1       Universidad Católica

19.03) B. Agrícola y Pecuario   3-2       Universidad Católica

26.03) Deportivo Italia         3-1       Universidad Católica

02.04) Deportivo Portugués      3-0       Universidad Católica

### Segunda ronda
15.04) Deportivo Italia         0-0       Universidad Católica

23.04) Universidad Católica     2-1       Banco Francés-Italiano

29.04) Universidad Católica     1-0       Deportivo Portugués

13.05) B. Agrícola y Pecuario   2-1       Universidad Católica

### Tercera ronda
20.05) Banco Francés-Italiano   4-2       Universidad Católica

28.05) B. Agrícola y Pecuario   2-2       Universidad Católica

04.06) Deportivo Italia         2-1       Universidad Católica

11.06) Deportivo Portugués      6-4       Universidad Católica

### Cuarta ronda
24.06) Deportivo Italia         1-0       Universidad Católica

02.07) Banco Francés-Italiano   4-3       Universidad Católica

12.07) Deportivo Portugués      4-1       Universidad Católica